# Flagler Beach
Flagler Beach è un comune degli Stati Uniti d'America, situato in Florida, nella Contea di Flagler.